# Sant Vicenç d'Oveix
Sant Vicenç d'Oveix, o d'Insitil, és un antic monestir benedictí, romànic, del terme municipal de Rialb, a la comarca del Pallars Sobirà. Pertanyia a l'antic terme de Surp, dins del territori del poble de Rodés.
Estava situat a la dreta de la Noguera Pallaresa, prop d'on ara hi ha els Xalets dels Notaris, a la partida dels Pous.